# Azarethes
Azarethes (auch Exarath) war ein sassanidischer Feldherr Mitte des 6. Jahrhunderts n. Chr.
Über sein frühes Leben ist wenig bekannt. Er wurde von seinen byzantinischen (oströmischen) Gegnern Azarethes oder Exarath genannt – was jedoch vermutlich nicht seinen Namen, sondern ein Amt bezeichnet und sich als Korruptele vom mittelpersischen Wort hazaruft / hazarawūcht herleitet.
Azarethes diente in den römisch-persischen Kriegen. Der byzantinische Historiker Prokop schildert ihn als „einen sehr tüchtigen Soldaten“. Er diente dem persischen Großkönig Kavadh I. als astabath (was etwa dem römischen magister officiorum entsprach) und führte im Jahr 531, gemeinsam mit arabischen Truppen unter Alamundarus, ein sassanidisches Heer gegen die byzantinische Provinz Syria (Landschaft Kommagene). Der byzantinische General Belisar griff seine Truppen in der Schlacht von Callinicum an, musste aber bedeutende Verluste einstecken. Trotz der starken Verluste der Oströmer musste auch Azarethes in der Schlacht Verluste einstecken und sich anschließend zurückziehen, was ihn bei Kavadh in Ungnade fallen ließ.
Azarethes diente danach auch unter dem persischen Großkönig Chosrau I. und nahm 544 an der Belagerung von Edessa teil – sein Verband war der letzte, der sich zurückzog.